# Михеев, Иван Михайлович
Иван Михайлович Михеев — советский хозяйственный и государственный деятель, Герой Социалистического Труда.

## Биография
Родился в 1907 году в деревне Русское Адаево. Член КПСС.
В 1925—1929 — землеустроитель в Темниковском районе Мордовского округа.
В 1929—1931 — руководитель сельхозартели и избы-читальни в селе Старый Ковыляй Темниковского района Мордовской АССР.
В 1931—1947 — председатель Аксельского сельсовета, заведующий животноводческой фермой колхоза имени И. В. Сталина Темниковского района Мордовской АССР.
В 1947—1976 — председатель колхоза имени XXII съезда КПСС Темниковского района Мордовской АССР.
Указом Президиума Верховного Совета СССР от 24 декабря 1965 года присвоено звание Героя Социалистического Труда с вручением ордена Ленина и золотой медали «Серп и Молот».
Делегат XXIII съезда КПСС.
Умер в 1989 году в Балашихе.

## Награды и звания
- Герой Социалистического Труда (24.12.1965)
- Орден Ленина (24.12.1965)
- Орден Трудового Красного Знамени (08.04.1971, 11.12.1973)
- Орден Знак Почёта (09.01.1950)